# Knightiella
Knightiella är ett släkte av lavar. Knightiella ingår i familjen Icmadophilaceae, ordningen Pertusariales, klassen Lecanoromycetes, divisionen sporsäcksvampar och riket svampar.
|             | Dibaeis                                    |
|             |                                            |
| Knightiella | \| \| Knightiella splachnirima \| \| \| \| |
|             | \| \| Knightiella splachnirima \| \| \| \| |
|             | Icmadophila                                |
|             |                                            |
|             | Thamnolia                                  |
|             |                                            |
|             | Siphulella                                 |
|             |                                            |
|             | Siphula                                    |
|             |                                            |
|             | Knightiella splachnirima                   |
|             |                                            |

|  | Knightiella splachnirima |
|  |                          |